# Хагг, Майкл Джон
Майкл (Майк) Джон Хагг (англ. Michael John Hugg; 11 августа 1942, Госпорт, Гемпшир) — британский музыкант (ударные, вибрафон, вокал, клавишные) и автор песен, который получил известность в качестве основателя группы Manfred Mann.

## Биография
Родители Хагга мирились с его пристрастием к джазовым ударным до тех пор, пока он продолжал свои уроки игры на фортепиано. Работая в качестве музыканта на фестивале Butlin's Clacton, он познакомился с клавишником Манфредом Манном, после чего они сформировали группу The Mann-Hugg Blues Brothers, наняв Пола Джонса и позже Тома Макгиннесса. После подписания контракта с лейблом HMV Records продюсер, Джон Бёрджесс изменил название группы на Manfred Mann.
Хагг был вполне опытным пианистом и талантливым исполнителем на вибрафоне, но его основным инструментом в группе Manfred Mann была ударная установка. Тем не менее, он записал несколько соло на вибрафоне с группой (например, «I’m your Kingpin») и использовал инструмент, чтобы усилить такие хиты, как «Oh No Not My Baby». Он стал соавтором ранних хитов группы и сочинял сольные композиции на протяжении всей своей жизни, в том числе джазовые инструментальные («Bare Hugg») и задумчивые в стиле эйсид-поп («Funniest Gig», «Harry the One Man Band»). Его способности как автора песен в период его игры в группе существенно возросли, и Хагг стал постепенно всё более критично относиться к продукции группы, охарактеризовав хит «Ha! Ha! Said the Clown» в интервью Melody Maker в качестве одной из пяти худших записей, которые он когда-либо слышал.
Вместе со своим братом сочинил песню «Mister, You’re a Better Man Than I», которая была записана группой Yardbirds в 1965 году. Hugg также написал большинство песен для фильма Up the Junction, саундтрек к которому был записан группой Manfred Mann.
После распада группа Manfred Mann в 1969 году он и Манн сформировали группу Manfred Mann Chapter Three, в большей степени ориентированную на прог-рок и фьюжн, черпая вдохновение у Доктора Джона и в стиле свободного джаза. Группа гастролировала с пятичастной духовной секцией, а Хагг играл на электрическом пианино и пел. Последнее, по его собственным словам, только за неимением чего-то лучшего. Одна из его тем была использована в качестве музыкального сопровождения для телевизионной рекламы сигар. В 1970 году группа распалась.
Расставшись с Манном, Хагг выпустил два сольных альбома: Somewhere (1972) и Stress & Strain (1973). Затем в 1975 году выпустил альбом Neon Dreams уже в составе собственного коллектива под названием Hug, который играл смесь фанка и прогрессивного рока. Затем он собрал группу Mike Hugg Freeway, которая ограничилась выпуском одного сингла в 1976 году.
В 1991 году вместе с другими бывшими участниками Manfred Mann (кроме самого Манна) создал группу The Manfreds, в которой на этот раз стал клавишником. Группа регулярно гастролировала по Великобритании и Европе. Кроме того, Хагг является участником джазового трио PBD.

## Дискография
Manfred Mann
- The Five Faces of Manfred Mann (1964)
- Mann Made (1965)
- As Is (1966)
- Soul of Mann (1967)
- Up the Junction (1968)
- Mighty Garvey! (1968)

Manfred Mann Chapter Three
- 1969 — Manfred Mann Chapter Three
- 1970 — Manfred Mann Chapter Three Volume Two

сольные альбомы
- 1972 — Somewhere
- 1973 — Stress & Strain
- 1975 — Neon Dreams